# Feira Nova do Maranhão
Estreito est une municipalité brésilienne située dans l'État du Maranhão.